# André Luis Silva de Aguiar
André Luis Silva de Aguiar, noto semplicemente come André Luis (Santarém, 9 marzo 1994), è un calciatore brasiliano, attaccante dello Shanghai Shenhua.

## Caratteristiche tecniche
È un centravanti.

## Palmarès

### Club

#### Competizioni nazionali
- Segunda Liga: 1

Moreirense: 2022-2023
- Supercoppa di Cina: 2

Shanghai Shenhua: 2024, 2025